# Lucjan Żeligowski

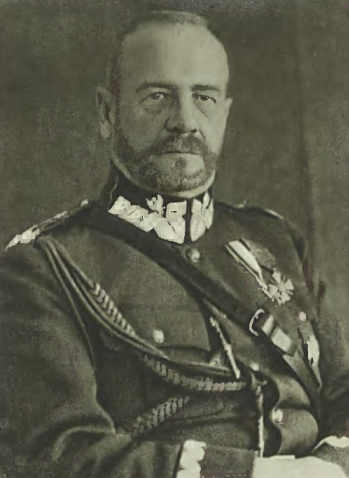
Generaal Lucjan Żeligowski

Lucjan Żeligowski (Asjmjany, 17 oktober 1865 - Londen, 9 juli 1947) was een Pools militair en politicus.
Hij werd geboren in het toenmalige Russische Keizerrijk en vocht in het Russische leger tijdens de Russisch-Japanse Oorlog (1905) en de Eerste Wereldoorlog.
In oktober 1920 riep hij als generaal van muitende troepen de onafhankelijkheid van de Republiek Midden-Litouwen uit. Na gevechten, waarbij hij heimelijk werd gesteund door het Poolse leger van Józef Piłsudski, volgde in november 1920 een wapenstilstand met het zwakkere Litouwse leger. Hij leidde deze staat, die internationaal niet werd erkend, tot 1922, toen ze werd geannexeerd door Polen. Tussen 1925 en 1926 was hij op aansturen van Piłsudski minister van Oorlog van Polen.
- Bibliothèque nationale de France: cb15618413g (data)
- Gemeinsame Normdatei: 119541327
- International Standard Name Identifier: 0000 0001 0779 8519
- Library of Congress Control Number: n91077666
- Nationale Bibliotheek van Tsjechië: js2010616715
- Nationale Bibliotheek van Israël: 987007271978605171
- Système universitaire de documentation: 125360851
- Virtual International Authority File: 37728999
- WorldCat: E39PBJpPxTMC8F9GkT7RMgYwYP